# Fasciculipora parva
Fasciculipora parva is een mosdiertjessoort uit de familie van de Frondiporidae. De wetenschappelijke naam van de soort is voor het eerst geldig gepubliceerd in 1974 door Moyano.